# Michał Brandstätter
Michał Brandstätter (Brandstaetter) (ur. 21 października 1882 w Tarnowie, zm. w styczniu 1943 w Warszawie) – łódzki nauczyciel, literat, dziennikarz pochodzenia żydowskiego.

## Życiorys
Jego ojciec Mordechaj Dawid (1844–1928) był znanym pisarzem hebrajskim, zaś bliski krewny – Roman (1906–1987), dramatopisarzem i poetą. Po ukończeniu gimnazjum w Tarnowie studiował na uniwersytecie we Lwowie, uniwersytecie w Berlinie i uniwersytecie w Wiedniu, gdzie nadano mu doktorat filozofii.

## Praca pedagogiczna
Jeszcze przed złożeniem egzaminu pedagogicznego (1905 r.) podjął pracę w C. K. VI Gimnazjum we Lwowie jako nauczyciel łaciny i greki, później również niemieckiego i polskiego. Przeniesiony na krótko do Żółkwi, wrócił do Lwowa. Czas I wojny światowej spędził w Pradze, skąd wrócił do pracy pedagogicznej w Państwowym Gimnazjum we Lwowie.
W latach 1919–1921 był współorganizatorem dwóch łódzkich żydowskich gimnazjów męskich powstałych pod patronatem Towarzystwa Żydowskich Szkół Średnich przy ul. Magistrackiej (obecnie ul. Aleksandra Kamińskiego), nie rezygnując początkowo z pracy w I Państwowym Gimnazjum im. M. Kopernika w Łodzi. Dopiero gdy władze szkolne nakazały nauczycielom dokonanie wyboru między pracą w gimnazjach państwowych i niepaństwowych, został urlopowany z pracy w gimnazjum państwowym. W 1922 r. na prośbę Markusa Braudego został nauczycielem w II Gimnazjum Męskim Towarzystwa Żydowskich Szkół Średnich przy ul. Magistrackiej i Gimnazjum Żeńskim tegoż Towarzystwa w Łodzi przy ul. Grzegorza Piramowicza, a po śmierci dyrektora Zygmunta Bromberga–Bytkowskiego w 1923 r. przejął jego stanowisko, i zajmował je do 1934 r. (jego następcą został dr Zygmunt Ellenberg).
Brandstaetter uważany był za dobrego nauczyciela i administratora. W 1928 r. zainicjował i osobiście redagował czasopismo dla rodziców uczennic szkoły „Ogniwa”, początkowo miesięcznik, potem dwumiesięcznik (z przerwą w latach 1933–1934). W czerwcu 1939 r. ukazał się zeszyt specjalny poświęcony jubileuszowi 35–lecia pracy pedagogicznej dyr. Brandstaettera.
Mieszkał przy ul. prez. G. Narutowicza 68.

## Działalność publicystyczna
Był współpracownikiem czasopism: „Morija”, „Miesięcznik Żydowski”, „Nowy Dziennik”, „Chwila”.
Artykuły o treści pedagogicznej publikował w lwowskim „Muzeum”.
Był przewodniczącym łódzkiego oddziału Towarzystwa Przyjaciół Uniwersytetu Hebrajskiego w Jerozolimie.
Był członkiem zarządu Internatu dla dzieci żydowskich i Fermy w Helenówku gm. Radogoszcz przy ul. (obecnie) Krajowej 15, budynek i instytucja już nieistniejące.
Był także członkiem zarządu stowarzyszenia humanitarnego „Montefiore – B’nei B’rith”.

## Podczas wojny
Gdy Niemcy hitlerowskie napadły na Polskę 1 września 1939 r. w czasie II wojny światowej doszło do zajęcia Łodzi przez Niemców 8 września 1939 r. Początkowo pozostał w Łodzi i został powołany do Rady Szkolnej, ale po aresztowaniu przez hitlerowców pierwszej Rady Starszych w listopadzie 1939 r. wyjechał do Warszawy, gdzie znalazł się w getcie. Pracował tam w Żydowskiej Samopomocy Społecznej.
Przed drugą akcją likwidacyjną w getcie warszawskim ciężko zachorował na tyfus. Po wkroczeniu Niemców do getta został zastrzelony przed domem przy ul. Ludwika Zamenhofa 56, w którym mieszkał przez ostatnie lata przed śmiercią.